# リンカーンスクウェア

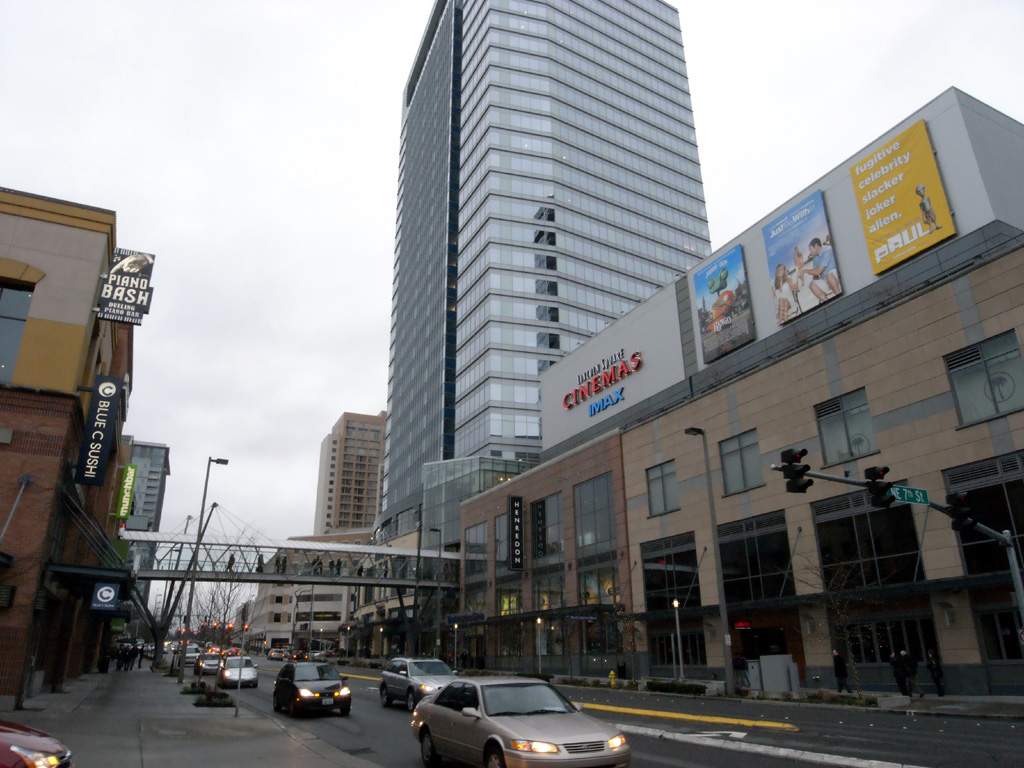
隣接するベルビュースクウェアとリンカーンスクウェア

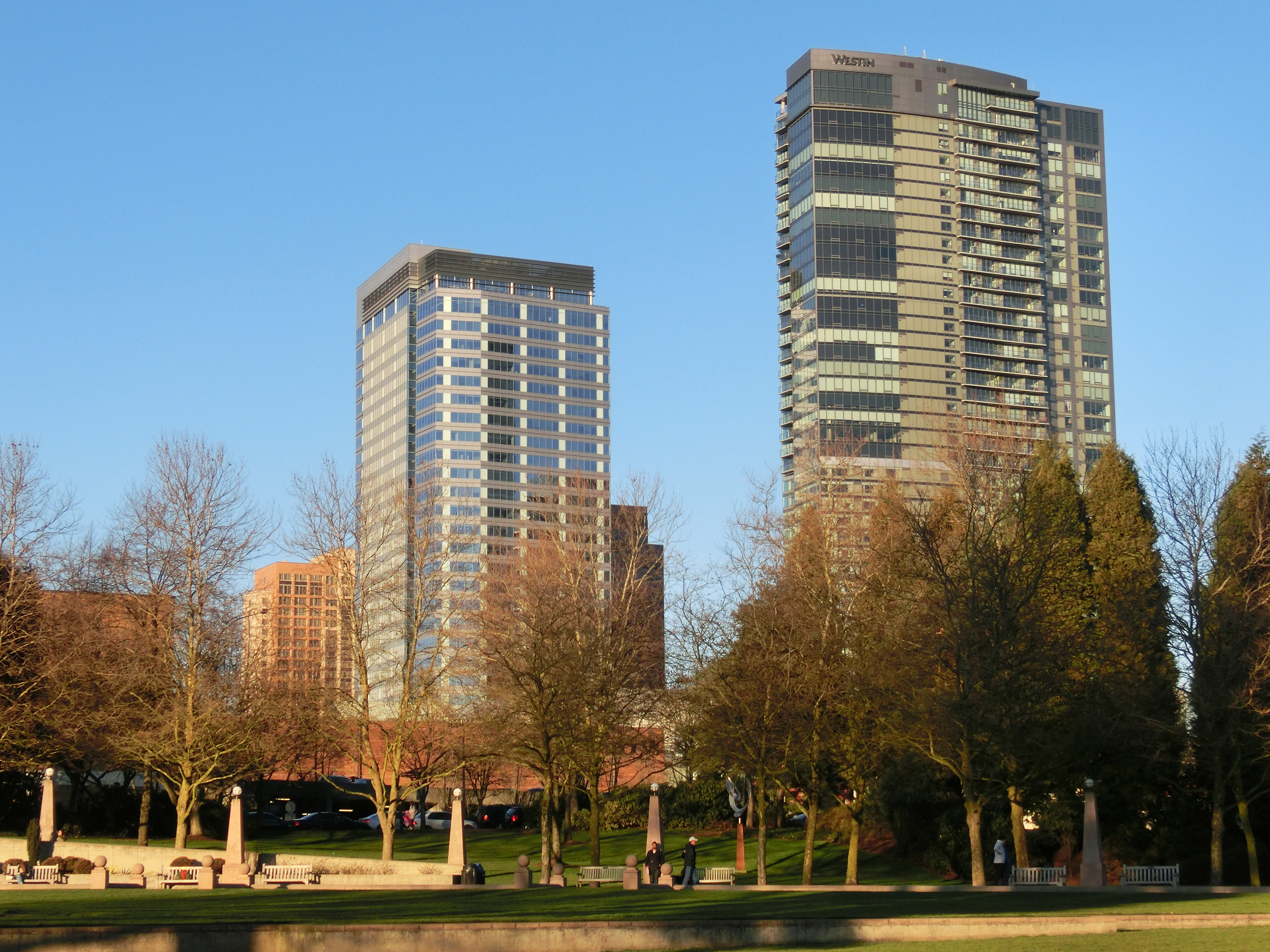
ウェスティンホテルベルビュー

リンカーンスクウェア（Lincoln Square）はアメリカ合衆国のワシントン州、ベルビューにある複合商業施設。

## 概要
地元の開発業者であるKemper Freemanによって開発され、2005年に開業した。
ベルビュースクウェア、ベルビュープレイスと合わせて施設全体をベルビューコレクションと呼ぶこともある。
延べ床面積は約13万平方メートルで、商店や飲食店、148室の居住用スペース、337室を備えるホテル、16個のスクリーンを備えるIMAXに対応した映画館、及び地下駐車場から構成されている。
ホテルスペースはウェスティンホテルに貸し出されており、オフィススペースはエディー・バウアーの本社、及びマイクロソフトに対して貸し出されている。
ベルビュースクウェアとはスカイブリッジと呼ばれる橋で接続されており、地上に出ることなく行き来が可能となっている。